# Myszołów mongolski
Myszołów mongolski (Buteo hemilasius) – gatunek dużego ptaka z rodziny jastrzębiowatych (Accipitridae). Występuje w centralnej i wschodniej Azji. Nie jest zagrożony wyginięciem.

## Taksonomia
Gatunek po raz pierwszy opisali Coenraad Jacob Temminck i Hermann Schlegel w 1844 na podstawie holotypu z Japonii. Nowemu gatunkowi nadali nazwę Buteo hemilasius. Jest ona obecnie (2020) podtrzymywana przez Międzynarodowy Komitet Ornitologiczny (IOC). IOC uznaje myszołowa mongolskiego za gatunek monotypowy. Myszołów mongolski blisko spokrewniony jest z kurhannikiem (B. rufinus); Hartert (1914) i R. I. Meineitzhagen (1954) uznawali je za przedstawicieli jednego gatunku, jednak badania molekularne temu zaprzeczają. W centralnej Azji kurhanniki i myszołowy mongolskie powszechnie krzyżują się.

## Morfologia
Długość ciała wynosi 66–71 cm; masa ciała samców 950–1400 g, samic 970–2050 g. Myszołowy mongolskie są większe od podobnych myszołowów himalajskich (B. refectus), ponadto mają dłuższe skrzydła i ogon. Skok opierzony jest przynajmniej w ¾ (nie ½, jak u pozostałych przedstawicieli Buteo). Myszołowy mongolskie występują w dwóch odmianach barwnych (patrz: polimorfizm) – jasnej i ciemnej. U ptaków jasnej odmiany na wierzchu skrzydła na lotkach I rzędu można dostrzec dużą białą plamę. Ogon szaro-biały, paskowany. Głowa i spód ciała białawe, pokryte brązowymi paskami. Nogawice brązowe. W okolicy nadgarstka występuje czarna plama (bardzo podobna, jak u niektórych myszołowów himalajskich).

## Zasięg występowania
Myszołowy mongolskie występują na obszarze od wschodniego Kazachstanu, południowej Syberii i Mongolii na wschód po północno-wschodnie Chiny i dalej na południe po centralne Chiny, Tybet i północno-zachodnie Indie (Ladakh). Zimowiska ciągną się od południowego Ałtaju po Himalaje, centralne i wschodnie Chiny oraz Koreę.

## Ekologia i zachowanie
Myszołowy mongolskie gniazdują na stepach i obszarach pustynnych. W Rosji odnotowywane były w lasostepie i na otwartych terenach z pagórkami i skalnymi wychodniami. W Kazachstanie występują na półpustyniach, pustyniach, zboczach gór i w górach, natomiast w Tybecie na polach i innych otwartych terenach. Żywią się gryzoniami, takimi jak norniki, susły, myszoskoczki i szczekuszkowate, oraz niewielkimi ptakami. W Mongolii, gdzie gniazduje większa część populacji, myszołowy mongolskie jedzą głównie chinorniki stepowe (Lasiopodomys brandtii); w dużej mierze sukces lęgowy myszołowów zależy od zagęszczenia tych ssaków.

### Lęgi
Zniesienia przypadają na kwiecień i maj, okres lęgowy trwa do czerwca–sierpnia. Gniazdo niewielkie, zbudowane z gałęzi, umieszczone na klifie, skalistym zboczu, pod krzewem lub na stosie kamieni. Wyściełane jest wełną, skrawkami materiału i suchym łajnem. Zniesienie liczy 3–4 jaja, mają białą skorupkę z żółtobrązowymi plamami. Inkubacja trwa około 30 dni. Młode opuszczają gniazdo po blisko 45 dniach. 

## Status
IUCN uznaje myszołowa mongolskiego za gatunek najmniejszej troski (LC, Least Concern) nieprzerwanie od 1988 (stan w 2020). Trend liczebności populacji uznaje się za stabilny.